# 新娘潭

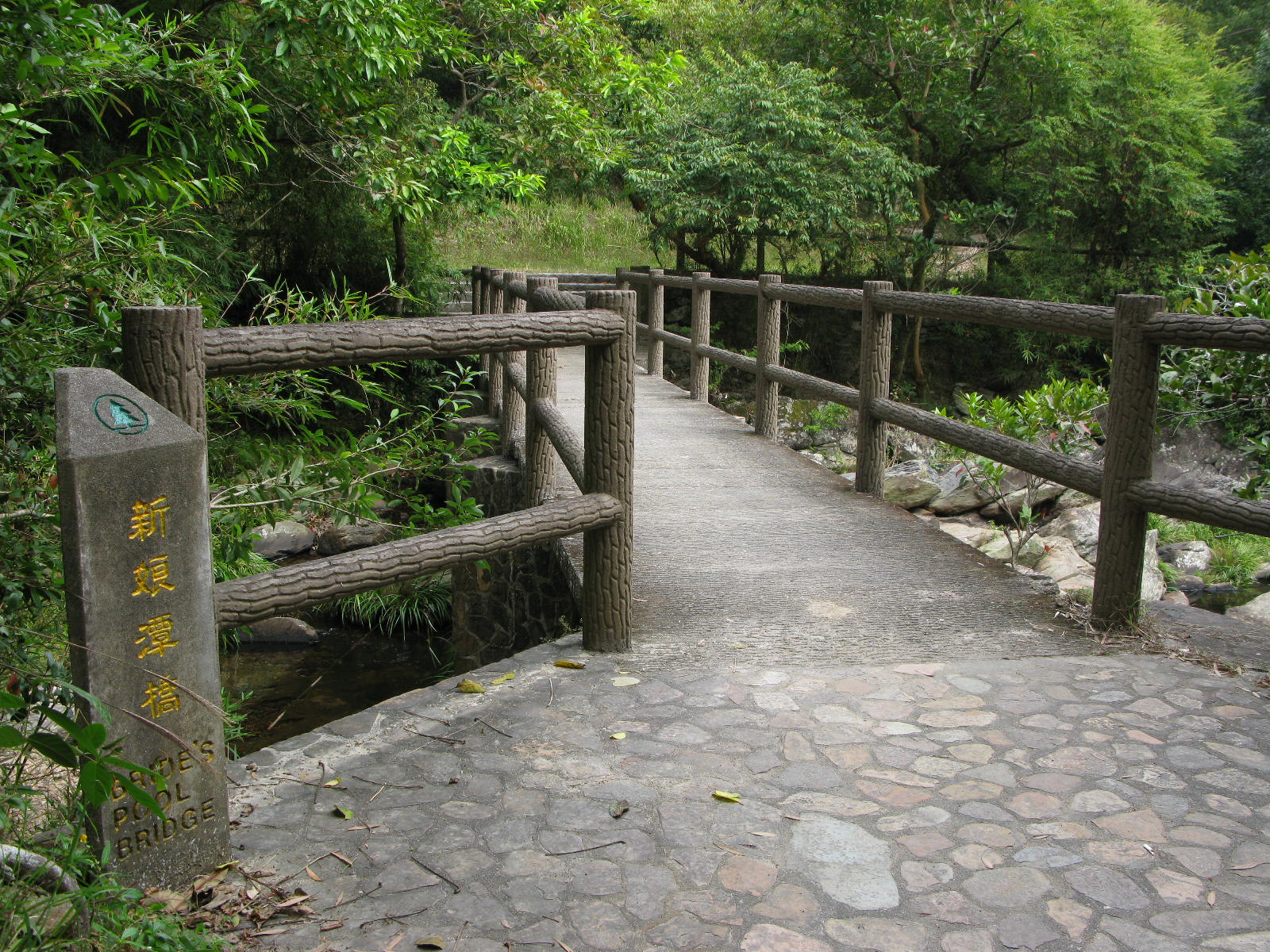
新娘潭橋，位於新娘潭自然教育徑範圍內

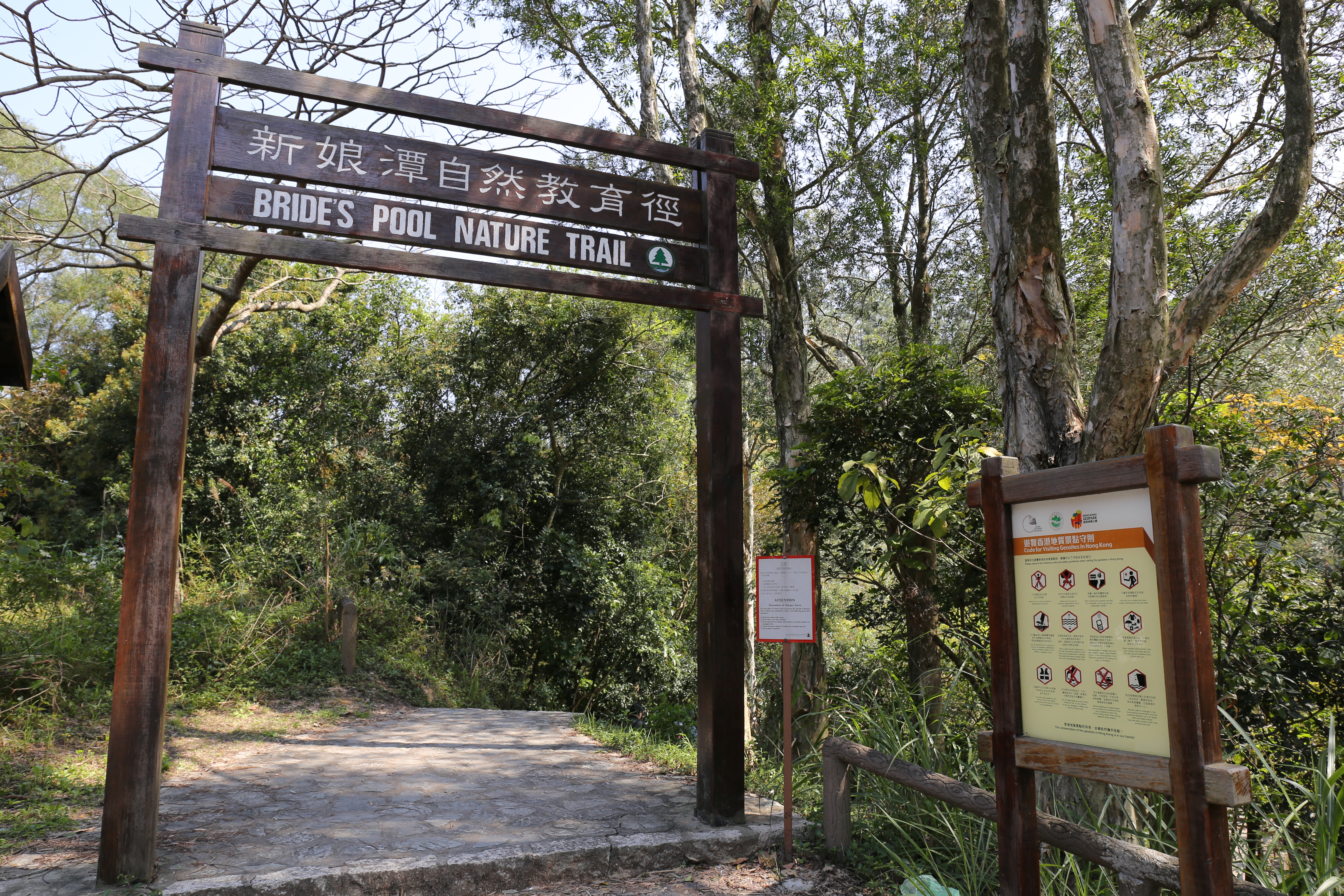
新娘潭自然教育徑

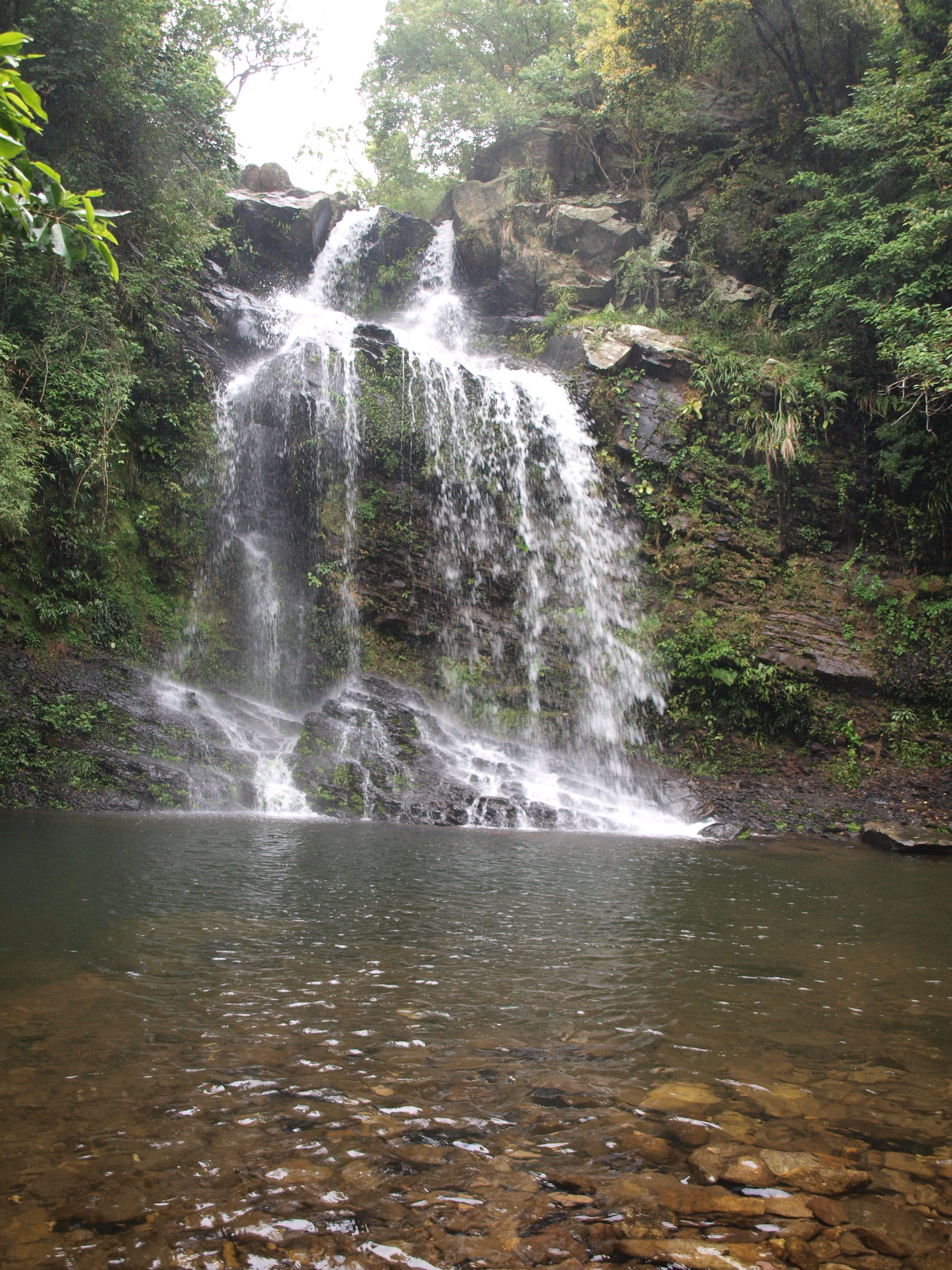
新娘潭的瀑布

新娘潭（英語：Bride's Pool）位於香港新界北區之船灣郊野公園。景點包括「新娘潭瀑布」及「新娘潭」，瀑布的高度達15米，水潭的面積廣闊而且水深，夏季有觀光客喜歡在水潭裡游泳，因為水源未受污染，而且水清見底，水溫清涼消暑。鄰近設置有自然教育徑、多處大型燒烤場、野餐檯及洗手間。

## 名稱由來
- 傳說一：據說以前有4位轎夫抬著一位新娘，從大美督嫁到沙頭角，中途路過此處，由於地上石岩有血，其中一位轎夫滑倒，引致新娘連同花轎一併掉落瀑布下的水潭溺斃。此水潭因而得名“新娘潭”。新娘潭時有鬧鬼事件，有說在水中會看到死去新娘的腳，而新娘潭旁邊的照鏡潭亦因傳說死去新娘在該潭上照鏡而得來的。
- 傳說二：新娘是含淚出嫁，當花轎停在新娘潭時，新娘就當場走入潭中自殺身亡。誰知新娘卻冤魂不散，之後有人說看見新娘的鬼魂。
- 傳說三：新娘同其中一個轎夫是相親相愛，但父母逼她嫁出去。所以新娘做了一個假意外，之後她和轎夫一起私奔。
- 關於新娘潭的傳說還有多達幾百個不同版本，但內容大同小異，均有新娘溺斃在水中的情節。

而通往新娘潭的新娘潭路，曾發生多宗交通意外，據說也同新娘的傳說有關。
注： 新娘潭原來的名字是七娘壇，有時候又寫作七娘潭（ 資料來源： ＜新界及離島街道故事>頁一五六至一五七 ）

## 鄰近觀光熱點
- 照鏡潭：獲譽為香港「最壯觀的瀑布及水潭」。
- 龍珠潭
- 船灣淡水湖

## 公共交通
- 巴士
  - 在港鐵大埔墟站搭乘九龍巴士75K線到大美督再步行約40分鐘
  - 在港鐵大埔墟站搭乘九龍巴士275R線直達（只在星期日及公眾假期行駛）。
- 小巴
  - 在港鐵大埔墟站乘搭綠色專線小巴20R路線。
  - 在港鐵大埔墟站乘搭綠色專線小巴20C路線到大美督，再步行約40分鐘。